# Bérou-la-Mulotière
Bérou-la-Mulotière è un comune francese di 339 abitanti situato nel dipartimento dell'Eure-et-Loir nella regione del Centro-Valle della Loira.

## Società

### Evoluzione demografica
Abitanti censiti